# 福德城 (加利福尼亞州)
福德城（英語：Ford City）是位於美國加利福尼亞州克恩縣的一個人口普查指定地區。

## 地理
福德城的座標為35°09′16″N 119°27′22″W / 35.15444°N 119.45611°W，而該地最高點為海拔高度272米（即892英尺）。

## 人口
根據2010年美國人口普查的數據，福德城的面積為3.975平方千米，當中陸地面積為3.975平方千米，而水域面積為0.000平方千米。當地共有人口4278人，而人口密度為每平方千米1,076人。